# Kauai
Kauai, o in hawaiano Kauaʻi, è l'isola geologicamente più antica delle Hawaii.
Conosciuta anche come l'isola giardino, Kauai si trova a nord ovest di Oʻahu.
L'isola ha origini vulcaniche ed un terreno generalmente montuoso.
Con un'area di 1456 km², è la quarta isola più grande dell'arcipelago Hawaiiano, e la ventunesima isola per superficie negli Stati Uniti.
Secondo il Censimento degli Stati Uniti del 2010, la popolazione sull'isola di Kauai ammonta a 67 091 abitanti, mentre la città più popolosa è Kapaʻa.

## Origine del nome
Secondo la tradizione dei nativi Hawaiiani, il nome origina dalla leggenda di Hawaiʻiloa, il navigatore polinesiano che per primo scoprì le isole Hawaiiane. La leggenda narra che avesse conferito il nome all'isola in onore al suo figlio preferito: questo spiegherebbe perché una delle possibili traduzioni del nome Kauai sia "un posto intorno al collo", cioè la rappresentazione di come un padre porterebbe il suo figlio prediletto. Un'altra possibile traduzione è "la stagione del cibo".
Kauai era nota per il suo distinto dialetto della lingua hawaiiana, che è tuttora parlato nell'isola limitrofa di Niihau. Mentre l'attuale lingua ufficiale è basata sul dialetto parlato nell'isola principale di Hawaii, che è basata sul suono [k] all'inizio delle parole, nel dialetto kauaiano questo suono è sostituito da una [t]. Di fatto, il dialetto kauaiano conservò la sonorità della /t/ pan-polinesiana, mentre fu il dialetto Hawaiiano a cambiarla in una [k]. Pertanto, l'antico nome di Kauai era probabilmente Tauaʻi, e l'insediamento maggiore di Kapaʻa probabilmente all'epoca si chiamava Tapaʻa.

## Storia
Nel 1778 il capitano James Cook giunse a Waimea Bay, il primo europeo ad aver raggiunto le isole Hawaii, cui diede il nome di Isole Sandwich, in onore del suo armatore, il conte di Sandwich.
Durante il regno del re Kamehameha, le isole di Kauaʻi e di Niʻihau furono le ultime isole hawaiane a sottomettersi al regno delle Hawaii. Il loro capo, Kaumualiʻi, resistette a Kamehameha per anni. Quest'ultimo preparò per due volte una grossa flotta di navi e canoe per ottenere le isole con la forza, ma fallì entrambe le volte: la prima volta a causa di una tempesta e la seconda a causa di un'epidemia. Di fronte comunque alla minaccia di una terza invasione Kaumualiʻi decise di sottomettersi al regno così da evitare di spargimento di sangue e nel 1810 divenne vassallo di Kamehameha, cedendo le isole al regno dopo la sua morte, avvenuta nel 1824.
Negli anni 1815-17 Kaumualiʻi condusse trattative segrete con la Compagnia russo-americana, nel tentativo di ottenere l'appoggio russo contro Kamehameha. I negoziati fallirono e i russi furono costretti ad abbandonare del tutto la loro presenza a Kauaʻi, compreso Fort Elizabeth, dopo che si seppe che essi non godevano del consenso dello zar Alessandro I.
Nel 1835, ad Old Koloa Town aprì uno zuccherificio.

## Geografia

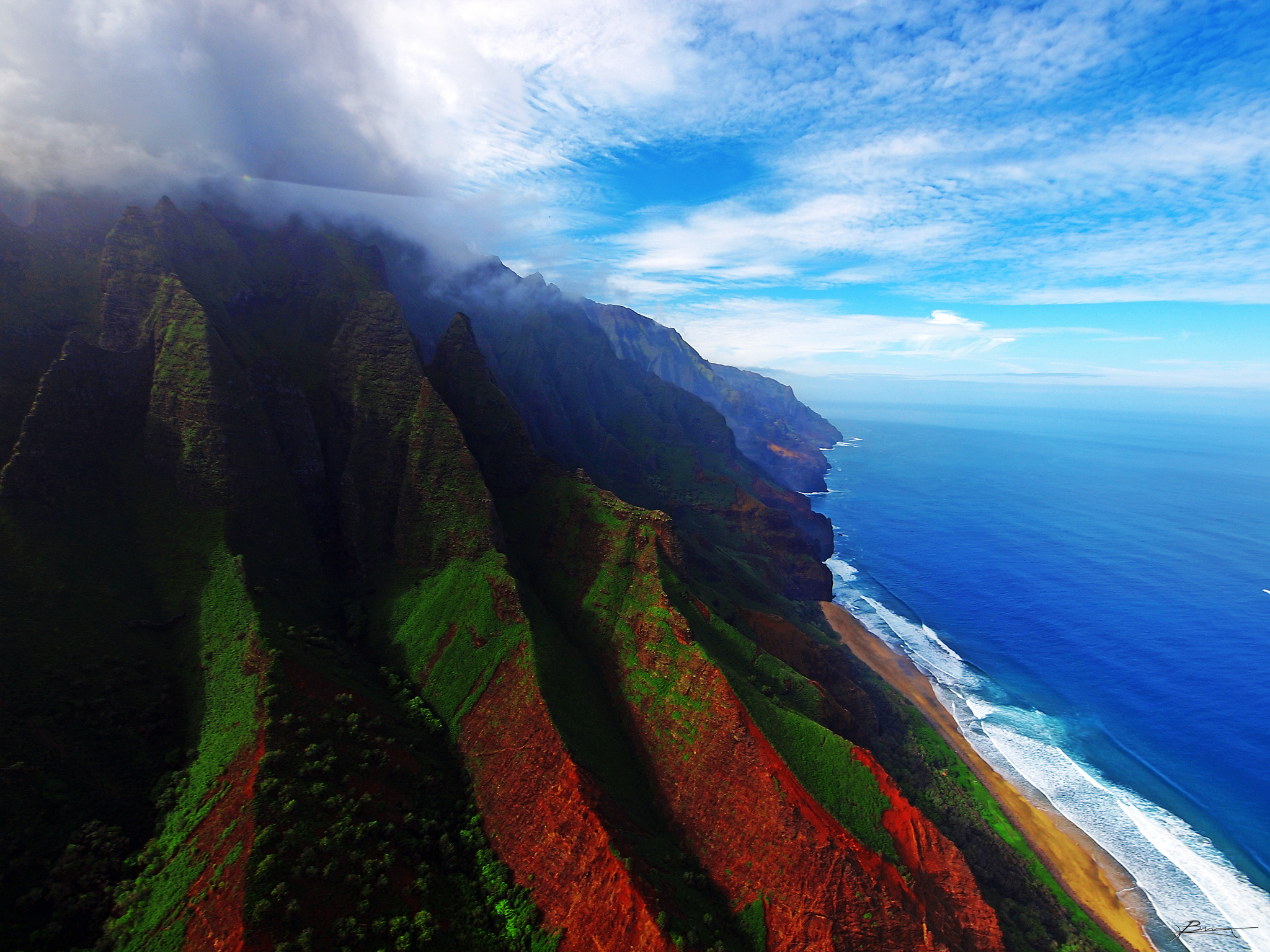
Kalalau Beach

In pieno Oceano Pacifico appena sotto il Tropico del Cancro, Kauai racchiude una varietà di climi e paesaggi naturali che vanno dalla foresta pluviale al deserto o alla palude, dalle montagne aspre ed inospitali a pianure coltivate e spiagge di sabbia bianca.
Kauai ha origini vulcaniche, dovuta al passaggio della placca pacifica sopra il punto caldo Hawaiiano. Lungo la costa settentrionale dell'isola si apre invece la baia di Hanalei. Lungo la costa nord-orientale è presente la baia di Moloaa.
Il rilievo più alto è il monte Kawaikini, che raggiunge i 1598 m, seguito dal monte Waialeale (1570 m) vicino al centro dell'isola.

## I centri abitati più importanti
Città e villaggi di Kauaʻi hanno popolazioni che vanno dai 9 500 abitanti circa di Kapaʻa fino a piccole frazioni. Segue l'elenco dei maggiori centri abitati (comprendendo quelli più importanti fra il punto più settentrionale dell'Hawaii Route 560, fino a quello più occidentale dell' Hawaii Route 50).
- Hāʻena
- Wainiha
- Hanalei
- Princeville
- Kalihiwai
- Kilauea
- Anahola
- Kapaʻa (la città più popolosa di Kauai)
- Wailua
- Hanamāʻulu

- Līhuʻe (seconda per popolazione)

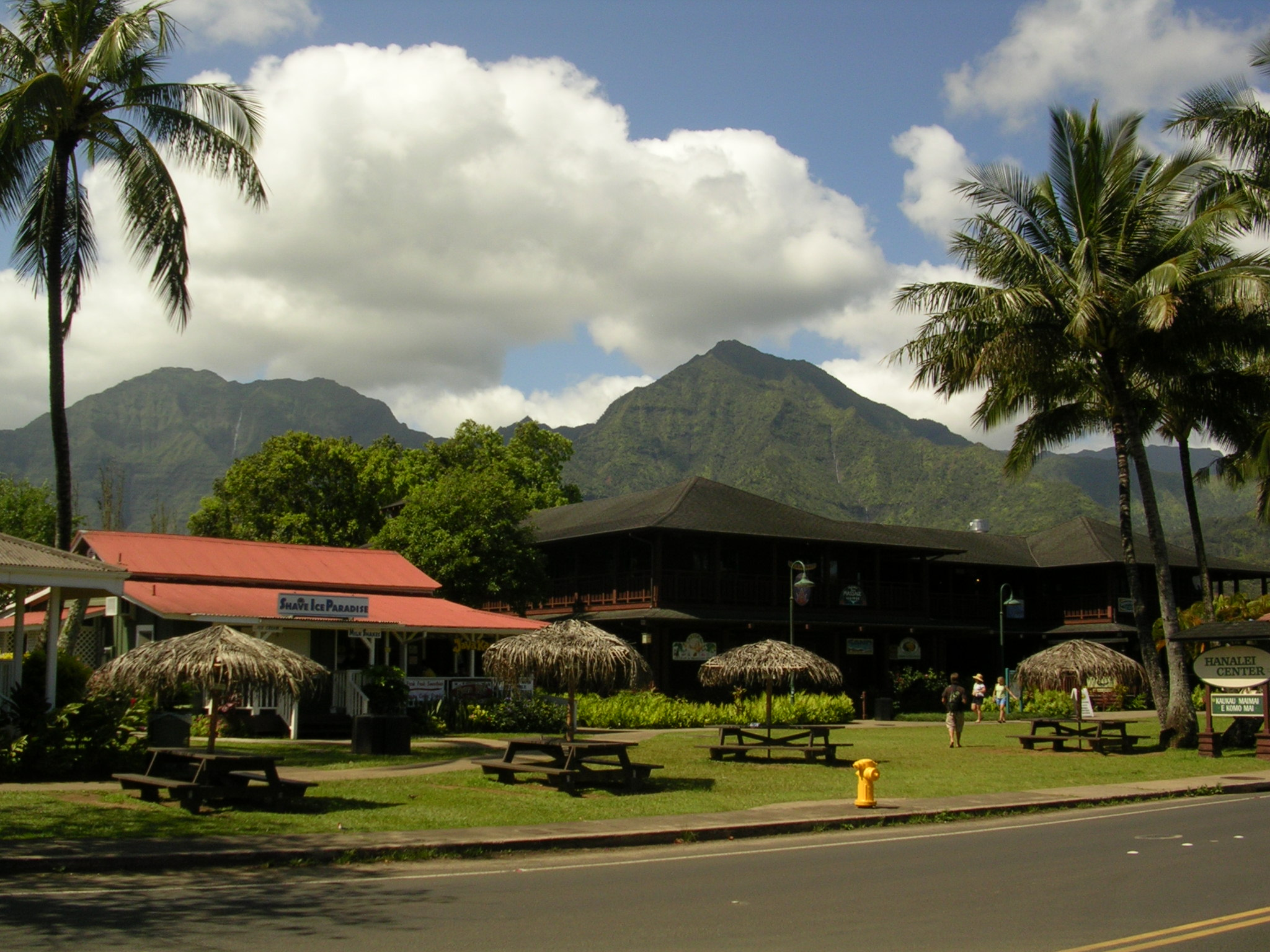
Hanalei città con veduta del Monte Na Molokama e Māmalahoa

- Poʻipū
- Kōloa
- Lāwaʻi
- Kalāheo
- ʻEleʻele
- Hanapēpe
- Kaumakani
- Waimea
- Kekaha

## Ecologia
Kauai racchiude una varietà di climi e paesaggi naturali che vanno dalla foresta pluviale al deserto o alla palude, dalle montagne aspre ed inospitali a pianure coltivate e spiagge di sabbia bianca. 
Nel Parco Nazionale Kokee, attraversato dal Waimea Canyon, si possono ammirare oltre alla flora e fauna locale (gallo rosso della jungla, l'oca chiamata nenè ed altre migliaia di piccoli uccelli) dei panorami mozzafiato.
L'isola è anche l'unica delle Hawaii dove non è mai arrivata la mangusta, il piccolo predatore, che altrove ha causato l'estinzione di alcune specie di uccelli.

### Flora
Sull'isola crescono numerose piante endemiche delle isole Hawaii, tra le quali anche piante in pericolo di estinzione, quali  Brighamia insignis, una campanulacea che cresce solo su quest'isola e su quella di Niʻihau, e  Polyscias racemosa, appartenente alla famiglia delle Araliaceae, che cresce in sole tre località dell'isola: Nounou Mountain, scogliere del parco Nā Pali Coast, e Haʻupu Ridge, vicino alla Nāwiliwili Bay.
Inoltre l'isola è habitat naturale per la pianta autoctona Euphorbia celastroides, , ed ospita anche lo Hibiscus kokio kokio, una sottospecie dell'Hibiscus kokio, endemica delle Hawaii.

## Popolazione
L'isola è abitata da circa 67 000 abitanti. La città più popolosa è Kapaʻa, seguita da
Lihue (in hawaiiano Līhu'e) capoluogo della contea di Kauai che, oltre all'isola omonima, comprende anche la più piccola Niihau. A Lihue si trova anche l'aeroporto principale dell'isola.

## Cultura

### Cinema
L'isola fu scelta da Steven Spielberg in parte per il film Hook - Capitan Uncino e poi per il film Jurassic Park, ma fin dagli anni trenta è stata sede di produzioni cinematografiche, tanto che vi si sono girati più di sessanta tra film e serie televisive, tra cui I predatori dell'arca perduta (1981) e King Kong (2005). Il classico Disney del 2002 Lilo & Stitch è ambientato sull’isola.

### Musica
Due originari di Kauai, Margaret Morgan e Patrick Cockett, sono i principali autori del disco These Trails, registrato a Honolulu nel 1973.